# Contractvrijheid
Contractvrijheid of de vrijheid om te contracteren is de vrijheid van rechtssubjecten om inhoud, werking en vorm van een overeenkomst te bepalen. Contractvrijheid betekent dat een partij:
- vrij is om te beslissen of deze een overeenkomst aangaat;
- vrij is om te beslissen met wie de overeenkomst wordt aangegaan;
- vrij is de inhoud van de overeenkomst te bepalen.

Daarmee bestaat ook een zekere onderhandelingsvrijheid. Volledige contractvrijheid houdt op te bestaan bij het aangaan van de overeenkomst, aangezien men daarna gebonden is aan die overeenkomst. Daarnaast is de contractvrijheid beperkt door de wetgever om te voorkomen dat het algemeen belang wordt geschaad of dat een van de partijen zijn onderhandelingsmacht kan misbruiken.
Contractvrijheid kan uit handen worden gegeven aan een vertegenwoordigende partij. Dit is bijvoorbeeld het geval bij een collectieve arbeidsovereenkomst.

## België
In België wordt de contractvrijheid als volgt gedefinieerd in artikel 5.14 Burgerlijk Wetboek:
Artikel 5.14. Contractsvrijheid
Buiten de gevallen die de wet bepaalt, staat het iedereen vrij om al dan niet een contract te sluiten en om zijn medecontractant te kiezen, zonder de redenen van zijn keuze te moeten verantwoorden.
De partijen zijn vrij om de inhoud van het contract te bepalen, voor zover dit voldoet aan de bij wet bepaalde geldigheidsvereisten.